# Joszano Akiko
Joszano Akiko (japánul: 与謝野 晶子, Hepburn-átírással: Yosano Akiko) (Szakai, 1878. december 7. – Tokió, 1942. május 29.) japán költőnő, műfordító, feminista, pacifista.
Eredeti neve Hó Só. Az Oszaka prefektúrabeli Szakaiban született gazdag kereskedőcsaládba, s az ottani leánygimnáziumot végezte el 1894-ben. Amikor Joszano Tekkan Tokióban megindította Mjódzsó („Fényes csillag”) nevű irodalmi folyóiratát, Akiko lett az egyik első szerzője. 1900-ban találkoztak először, 1901-ben, Tekkan válása után összeházasodtak, és tucatnyi gyermekük született. Akiko 1901-ben publikálta első és máig legfontosabb verseskötetét Midaregami („Kócos haj”) címmel, amely közel 400 szenvedélyes, érzéki tankát tartalmazott, és rögtön óriási sikert aratott.
Még vagy 20 kötetnyi verset jelentetett meg, továbbá cikkeket, tárcákat, amelyekben kiállt a nők jogai mellett, és a militarizálódó japán társadalmat bírálta. Kommentárokat írt a japán klasszikusokhoz, és modern japánra fordította az Eiga monogatarit, valamint a neves 20. századi kortársak közül elsőként (Tanizaki Dzsunicsiró és Encsi Fumiko előtt) a Gendzsi szerelmeit, kétszer is, 1912–13-ban (ehhez Mori Ógai és Ueda Bin írt előszót) és 1938–39-ben átdolgozva. 1921-ben koedukált iskolát nyitott férjével és másokkal, melynek ő lett az első igazgatója, és sokat tett a nők képzéséért.
Híres költeménye, amelyből háborúellenes dal is készült: „Nem halhatsz meg, öcsém” (fivére Port Arthurnál szolgált az orosz–japán háborúban).
Sigeru nevű fia az tokiói olimpia szervező bizottságának elnöke volt, Joszano Kaoru japán politikus, Abe Sinzó miniszterelnök volt kabinetfőnöke pedig a Joszano házaspár unokája.

## Magyarul megjelent művei
- Isikava Takuboku–Joszano Akikoː Zilált hajam / Szomorú játékok. Két századfordulós japán költő tankái; vál., ford. Villányi G. András; General Press, Bp., 2003